# Fornoue
Fornoue (Fornovo di Taro en italien) est une commune de la province de Parme, dans la région Émilie-Romagne, en Italie.

## Histoire
Fornovo di Taro est connue pour la bataille de Fornoue qui opposa en 1495 les troupes de Charles VIII à la ligue italienne lors des guerres d'Italie.

## Administration
| Période                                  | Période  | Identité             | Étiquette       | Qualité |
| ---------------------------------------- | -------- | -------------------- | --------------- | ------- |
| 14 juin 2004                             | En cours | Fiorenzo Bergamaschi | Centro-Sinistra |         |
| Les données manquantes sont à compléter. |          |                      |                 |         |

### Hameaux
Banzola, Cafragna, Camporosso, Case Borgheggiani, Case Rosa, Case Stefanini, Caselle, Citerna, Citerna Vecchia, Faseto, Fornace, La Costa, La Magnana, Le Capanne, Neviano de' Rossi, Osteriazza, Piantonia, Piazza, Provinciali, Respiccio, Riccò, Roncolongo, Salita-Riola, Sivizzano, Spagnano, Triano, Villanova, Vizzola.

### Communes limitrophes
Collecchio, Medesano, Sala Baganza, Solignano, Terenzo, Varano de' Melegari.

### Évolution démographique
Habitants recensés